# Hôpital Fernand-Widal

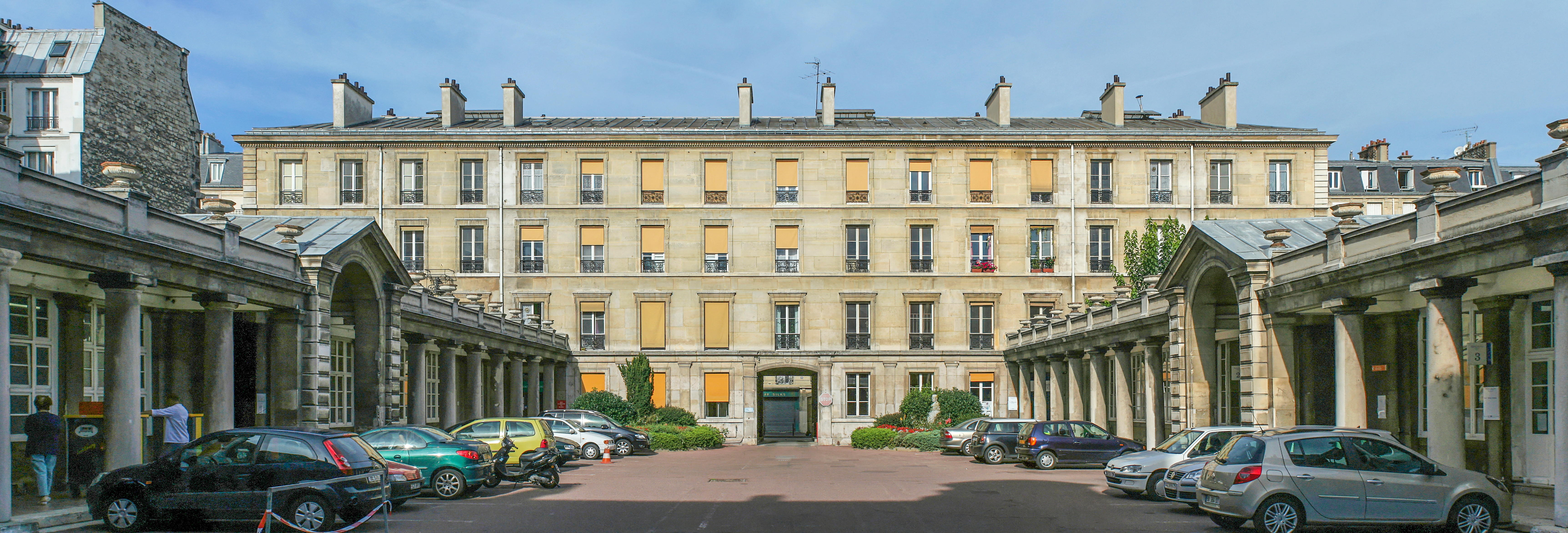
Hôpital Fernand-Widal

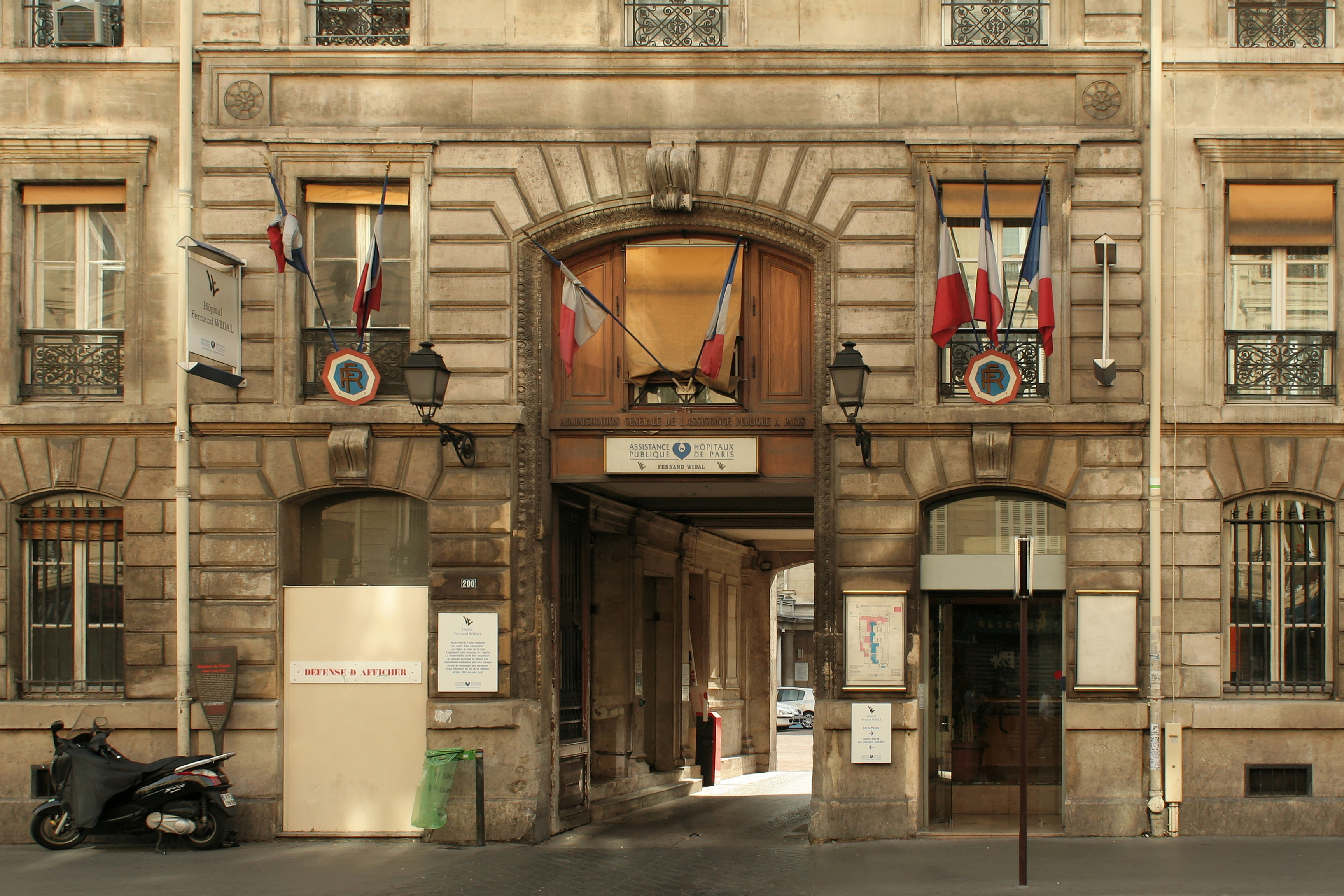
Eingang des Hôpital Fernand-Widal

Das Hôpital Fernand-Widal ist ein Krankenhaus in Paris. Es befindet sich im  10. Arrondissement und gehört heute zum öffentlichen Krankenhausverbund Assistance publique - hôpitaux de Paris (AP-HP). Die Adresse lautet 200, rue du Faubourg Saint-Denis. Die nächsten Metrostationen sind Gare du Nord und La Chapelle der Linien 4 und 2. Heute ist das Krankenhaus, seit 1959 benannt nach dem Arzt Fernand Widal (1862–1929; er arbeitete von 1897 bis 1902 im Krankenhaus), ein Fachkrankenhaus für Vergiftungen.

## Geschichte
Der Vorgängerbau des Krankenhauses Fernand-Widal, das Maison municipale de santé, befand sich in derselben Straße, Nummer 110–112 rue du Faubourg Saint-Denis. Es musste für den Bau des Boulevard de Strasbourg unter dem Präfekten Haussmann abgerissen werden. So entstand zwischen 1853 und 1858 der größere Neubau des Krankenhauses, bestehend aus zwei Gebäudekomplexen, die sich um zwei rechtwinklige Höfe gruppieren.
Der erste Innenhof öffnet sich nach dem Hauptportal und besteht aus einer zweistöckigen Bebauung, die für die Verwaltung des Krankenhauses vorgesehen war. Erst die vierstöckige Bebauung des zweiten Hofes ist den Patienten vorbehalten. Auch hier, wie bei den anderen Krankenhausbauten in Paris aus dem 19. Jahrhundert, versuchte man aus hygienischen Gründen die einzelnen Gebäude voneinander abzuschirmen, um Ansteckungen zu vermeiden. Der Plan des Krankenhauses stammt von Théodore Labrouste, der von 1845 bis 1876 Chefarchitekt der Pariser Krankenhäuser war.

## Heutiger Zustand
Im Laufe des 20. Jahrhunderts kamen unterschiedliche Neubauten hinzu, die dem Gesamteindruck Schaden zugefügt haben. So wurde im hinteren Teil ein achtstöckiges Gebäude für Patienten errichtet, ein zweistöckiger Flachbau für die Verwaltung angefügt und für eine Kinderkrippe ein einstöckiger Flachbau errichtet. Der gesamte Gebäudekomplex bedarf heute einer grundlegenden Renovierung.